# سیارک ۹۵۸۰۲
سیارک ۹۵۸۰۲ (به انگلیسی: 95802 Francismuir، نامگذاری:2003FM42) نود و پنج هزار و هشتصد و دومین سیارک کشف شده‌است که در ۳۱ مارس ۲۰۰۳ کشف شد.